# トラスクエーラ
トラスクエーラ（伊: Trasquera）は、イタリア共和国ピエモンテ州ヴェルバーノ・クジオ・オッソラ県にある、人口約200人の基礎自治体（コムーネ）。

## 地理

### 位置・広がり
| 隣接するコムーネは以下の通り。括弧内のCH-VSはスイス・ヴァレー州所属を示す。 - ボニャンコ - クレヴォラドッソラ - ドモドッソラ - ヴァルツォ - Zwischbergen (CH-VS) |